# The Century Magazine
The Century Magazine est une ancienne publication périodique fondée aux États-Unis et lancée pour la première fois en 1881 par The Century Company de New York. Sa parution a cessé en 1930. 

## Histoire

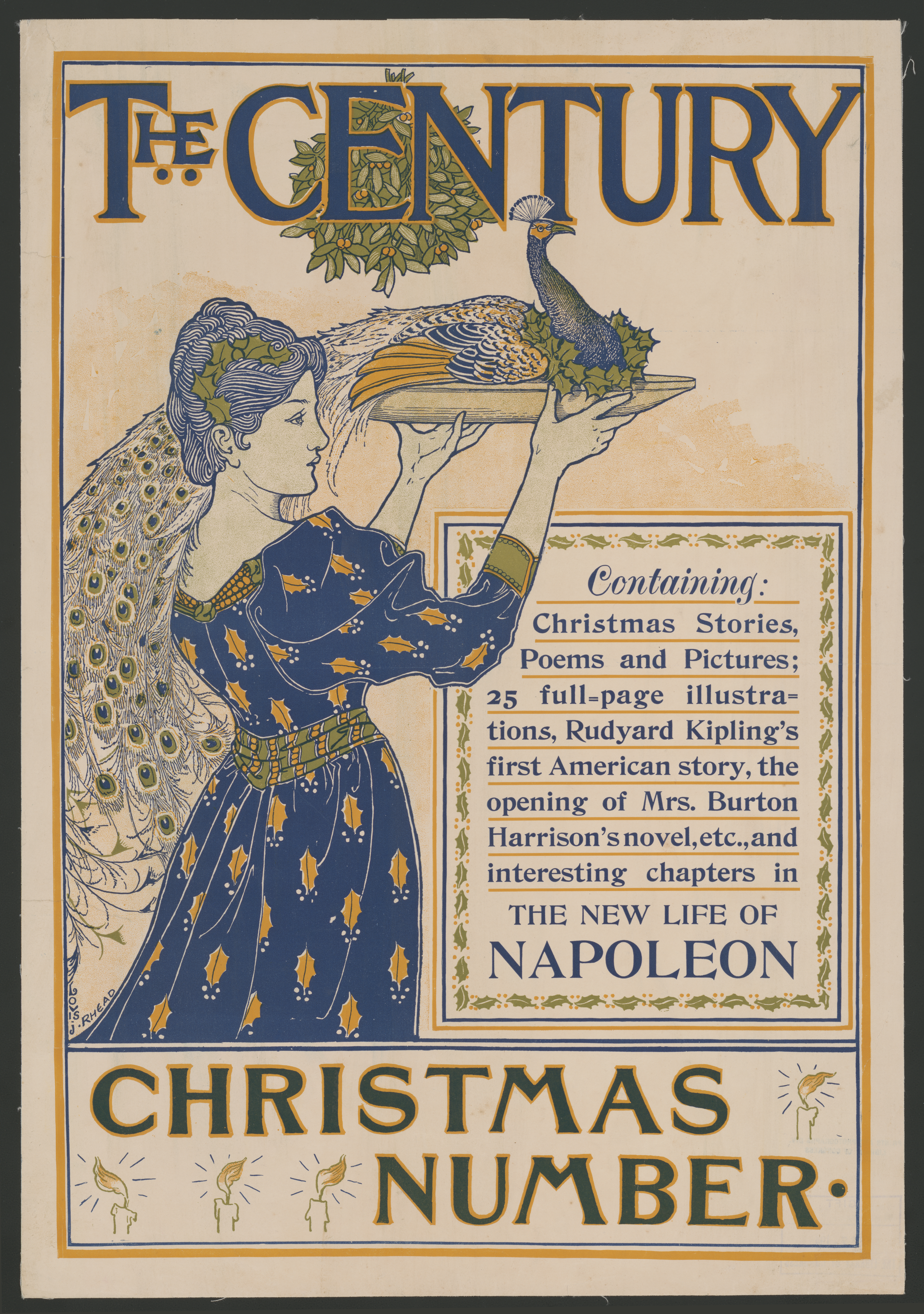
Affiche promotionnelle du numéro de Noël 1894 par Louis John Rhead.

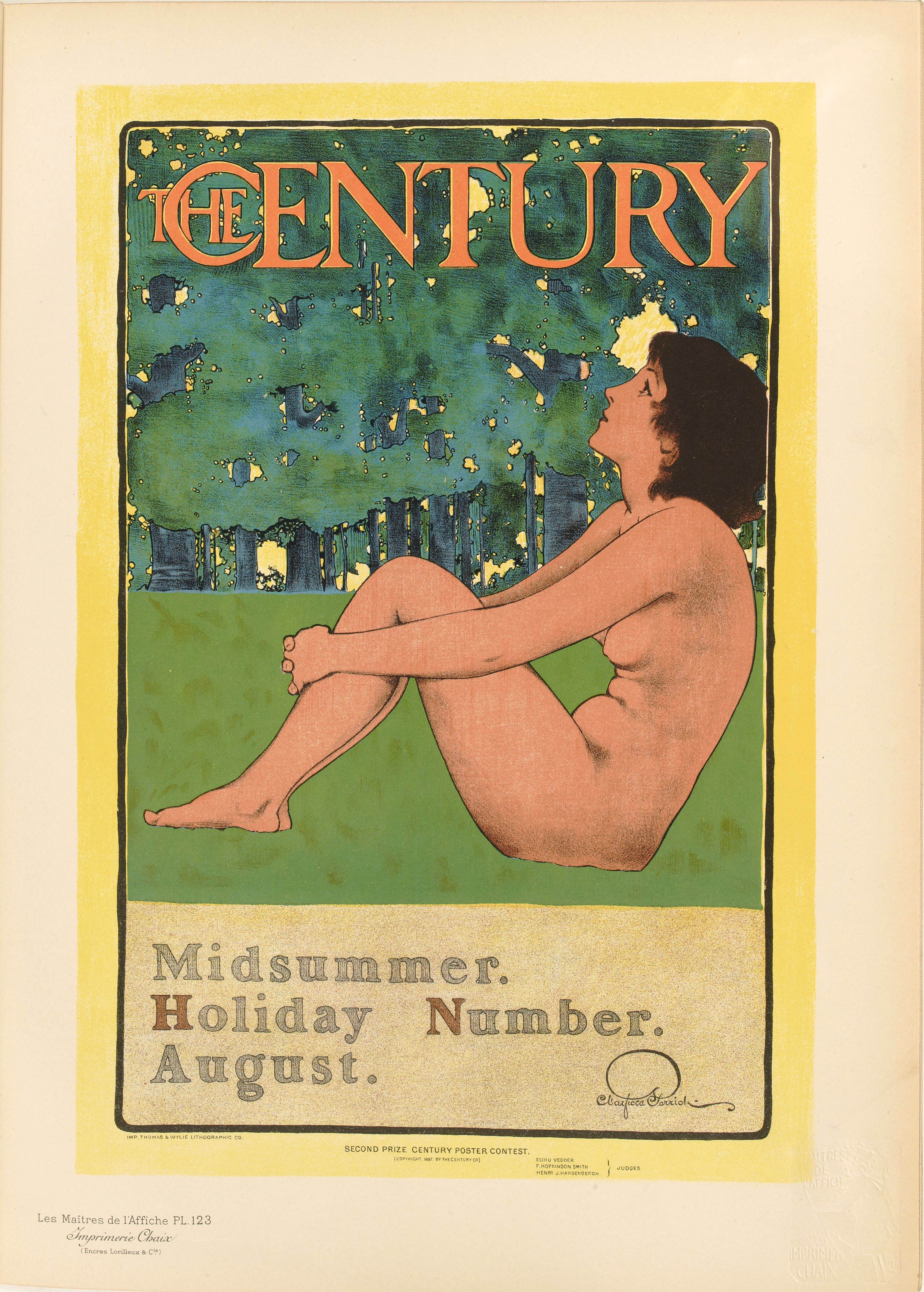
Affiche par Maxfield Parrish

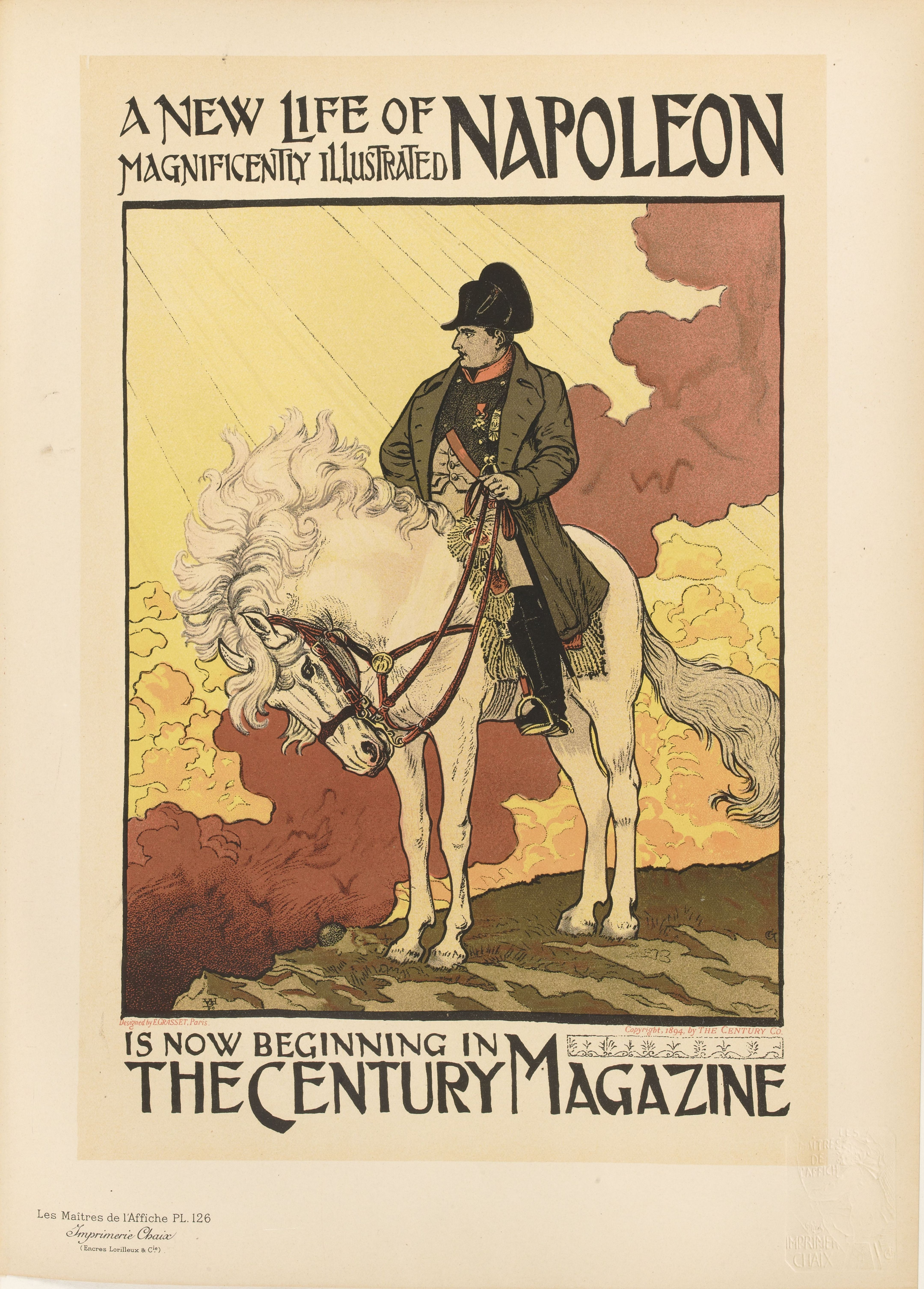
Affiche par Eugène Grasset

The Century Illustrated Monthly Magazine naît de la refonte du premier Scribner's Monthly, lancé en 1870 par divers associés dont Charles Scribner I. En 1880, son fils, Charles Scribner II (en), revend ses parts mais conserve l'usage de son nom dans une nouvelle société d'édition. Ses anciens associés décident de baptiser leur nouveau groupe éditorial, The Century Company. Le premier numéro de la nouvelle formule sort en novembre 1881 sous le titre The Century Magazine Scribner's Monthly, publié sous la direction éditoriale du poète Josiah Gilbert Holland (en), décédé quelques jours plus tôt.
Dans les années 1890, la revue accueille des illustrateurs comme Frank Hazenplug, Louis John Rhead, Roger Boutet de Monvel, Maxfield Parrish, Joseph Christian Leyendecker...

## Rédacteur en chef
- Richard Watson Gilder

## Auteurs et artiste publiés
- Phoebe Cary, (1824-1871), quand le magazine se nommait Scribner's Monthly,
- Helen Hunt Jackson (1830-1885),  quand le magazine se nommait Scribner's Monthly,
- Kate Chopin (1850-1904),
- Harriet Monroe (1860-1936)
- Jack London  : The Sea-Wolf (1904)
- Sarah Morgan Bryan Piatt (1836-1919)
- Harriet Elizabeth Prescott Spofford (1835-1921)
- William Dean Howells (1837-1920)
- Josephine Preston Peabody (1874-1922),
- Mark Twain : Pudd’nhead Wilson (1894)
- Paul Verrees, Them Others, suite gravée (1917)